# Ferdinando Innocenti
Ferdinando Innocenti, född 1 oktober 1891 i Pescia, död 21 juni 1966 i Varese, var en italiensk ingenjör, entreprenör och företagsledare. Hans bolag Innocenti var verksamt inom verkstadsindustrin och tillverkade bland annat stålrör, skotrar och personbilar.  
Ferdinando Innocentis far var smed och han växte upp i Grosseto där familjen drev en järnhandel som han tog över vid 18 års ålder. Tillsammans med sin bror Rosolino grundade han Fratelli Innocenti 1922 i Rom för tillverkning av stålrör. Bolaget växte tack vare den byggboom som pågick i Rom sedan fascisterna tagit makten och fick viktiga kontrakt. Bolaget levererade även ett sprinklersystem och bevattningssystem till Vatikanen och fick uppdraget att bygga ut fotbollsarenor när VM i fotboll skulle arrangeras i Italien 1934. 
1931 startades även verksamhet till Milano där en större fabrik i Lambrate byggdes för tillverkning av stålrör. Bolaget tog bland annat fram ett patenterat rör och tillverkade även monteringsdelar för byggställningar som används än idag. Ferdinando Innocenti kunde nu bredda verksamheten och kom under 1930-talet att tillverka produkter för verkstadsindustrin, sportutrustning, järnväg och pipelines för gas och olja. Fabriken bombades till ruiner under andra världskriget. 
Ferdinando Innocenti initierade satsningen efter andra världskriget att börja tillverka skotern Lambretta som blev en stor framgång för företaget. Lambrettan var under många år huvudkonkurrent till Italiens andra stora skotertillverkare, Piaggio med sina olika utgåvor av deras Vespa som introducerats 1946. Innocenti började även tillverka personbilar på licens från British Motor Corporation 1961. År 1966 avled Ferdinando Innocenti och sonen Luigi Innocenti tog över företaget. Innocenti sålde bolaget till British Leyland Motor Corporation 1972.